# Christian Christensen (Leichtathlet)

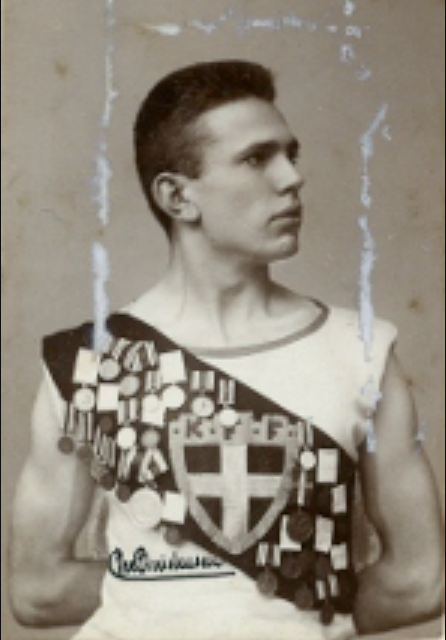
Christian Christensen

Christian August Christensen (* 6. August 1876 in Kopenhagen; † 5. Dezember 1956 in Søllerød) war ein dänischer Mittelstreckenläufer.
Bei den Olympischen Spielen 1900 in Paris wurde Christensen über 1500 m Fünfter mit seiner persönlichen Bestzeit von 4:09,8 min (geschätzt). Über 800 m schied er im Vorlauf aus.
1899 wurde Christensen Dänischer Meister im Meilenlauf.